# Liste der Biografien/Nem
Liste der Biografien |
Portal Biografien |
Personensuche
# |
A |
B |
C |
D |
E |
F |
G |
H |
I |
J |
K |
L |
M |
N |
O |
P |
Q |
R |
S |
T |
U |
V |
W |
X |
Y |
Z |
?
 
Na |
Nb |
Nc |
Nd |
Ne |
Nf |
Ng |
Nh |
Ni |
Nj |
Nk |
Nl |
Nm |
Nn |
No |
Nr |
Ns |
Nt |
Nu |
Nv |
Nw |
Nx |
Ny |
Nz
 
Nea |
Neb |
Nec |
Ned |
Nee |
Nef |
Neg |
Neh |
Nei |
Nej |
Nek |
Nel |
Nem |
Nen |
Neo |
Nep |
Ner |
Nes |
Net |
Neu |
Nev |
New |
Nex |
Ney |
Nez
Die Liste der Biografien führt alle Personen auf, die in der deutschsprachigen Wikipedia einen Artikel haben. Dieses ist eine Teilliste mit 267 Einträgen von Personen, deren Namen mit den Buchstaben „Nem“ beginnt.

## Nem
- Nem, Wellington (* 1992), brasilianischer Fußballspieler

### Nema
- Nemahaj, Wolha (* 1989), belarussische Mittelstreckenläuferin
- Nemaja, Julija Alexandrowna (* 1977), russische Eisschnellläuferin
- Neman, Josef Grigorjewitsch (1903–1952), sowjetischer Flugzeugkonstrukteur
- Nemane, Aaron (* 1997), englischer Fußballspieler
- Nemanja, Stefan († 1200), serbischer Großžupan
- Nemanjić, Vratko, serbischer Adeliger und Heerführer des Kaisers Stefan Dušan
- Nemann, Margret (* 1955), deutsche Theologin, Pastoralreferentin, Sozialwissenschaftlerin und Hochschullehrerin
- Nemanzadə, Ömər Faiq (1872–1937), aserbaidschanischer Publizist, Journalist, Aufklärer und Pädagoge
- Nemarluk († 1940), Aborigine und Kämpfer gegen die britischen Kolonisation
- Nemat, Claudia (* 1968), deutsche Unternehmensberaterin und ManagerinClaudia Nemat (* 1968)

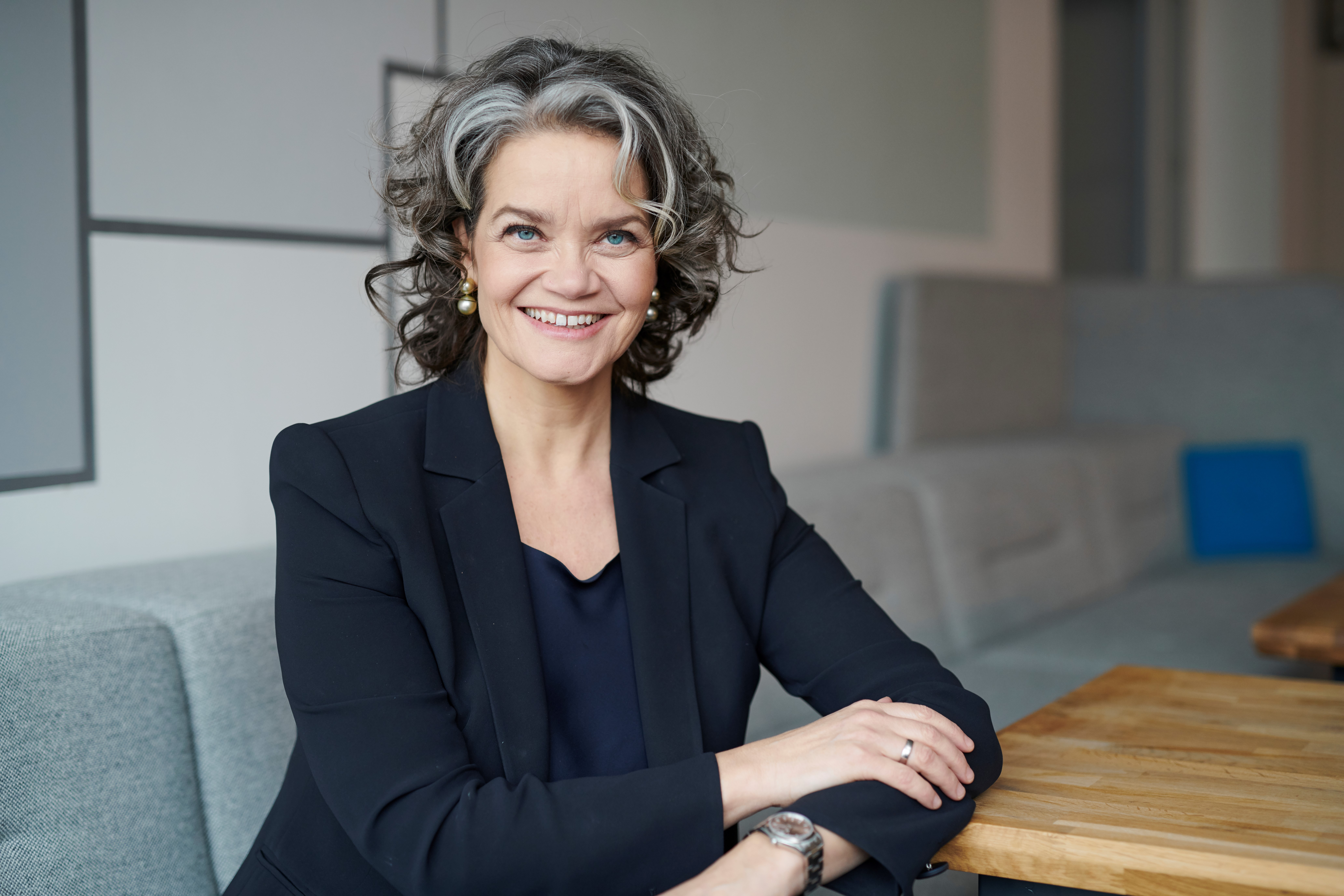
Claudia Nemat (* 1968)

- Nemat, Marina (* 1965), iranische Autorin
- Nemat-Nasser, Siavouche (1936–2021), US-amerikanischer Ingenieur
- Nemati, Amir Hossein (* 1996), iranischer Fußballspieler
- Neʼmatov, Abduvohid (* 2001), usbekischer Fußballspieler
- Nematpour, Taleb Nariman (* 1984), iranischer Ringer
- Nematzadeh, Mobina (* 2005), iranische Taekwondoin
- Ne'matzadeh, Mohammad Reza (* 1945), iranischer Politiker

### Nemb
- Nembach, Eberhard (* 1969), deutscher Journalist, Historiker und Autor
- Nembach, Ulrich (* 1935), deutscher evangelischer Theologe und emeritierter Professor
- Nembhard, Ruben (* 1972), US-amerikanischer Basketballspieler
- Nembrini Pironi Gonzaga, Cesare (1768–1837), italienischer Geistlicher, Bischof von Ancona und Kardinal

### Nemc
- Nemc, Matic (* 1992), slowenischer Naturbahnrodler
- Němcová, Andrea (* 1976), tschechische Journalistin, Moderatorin und Schauspielerin
- Němcová, Barbora (* 2004), tschechische Radsportlerin
- Němcová, Božena (1820–1862), tschechische SchriftstellerinBožena Němcová (1820–1862)

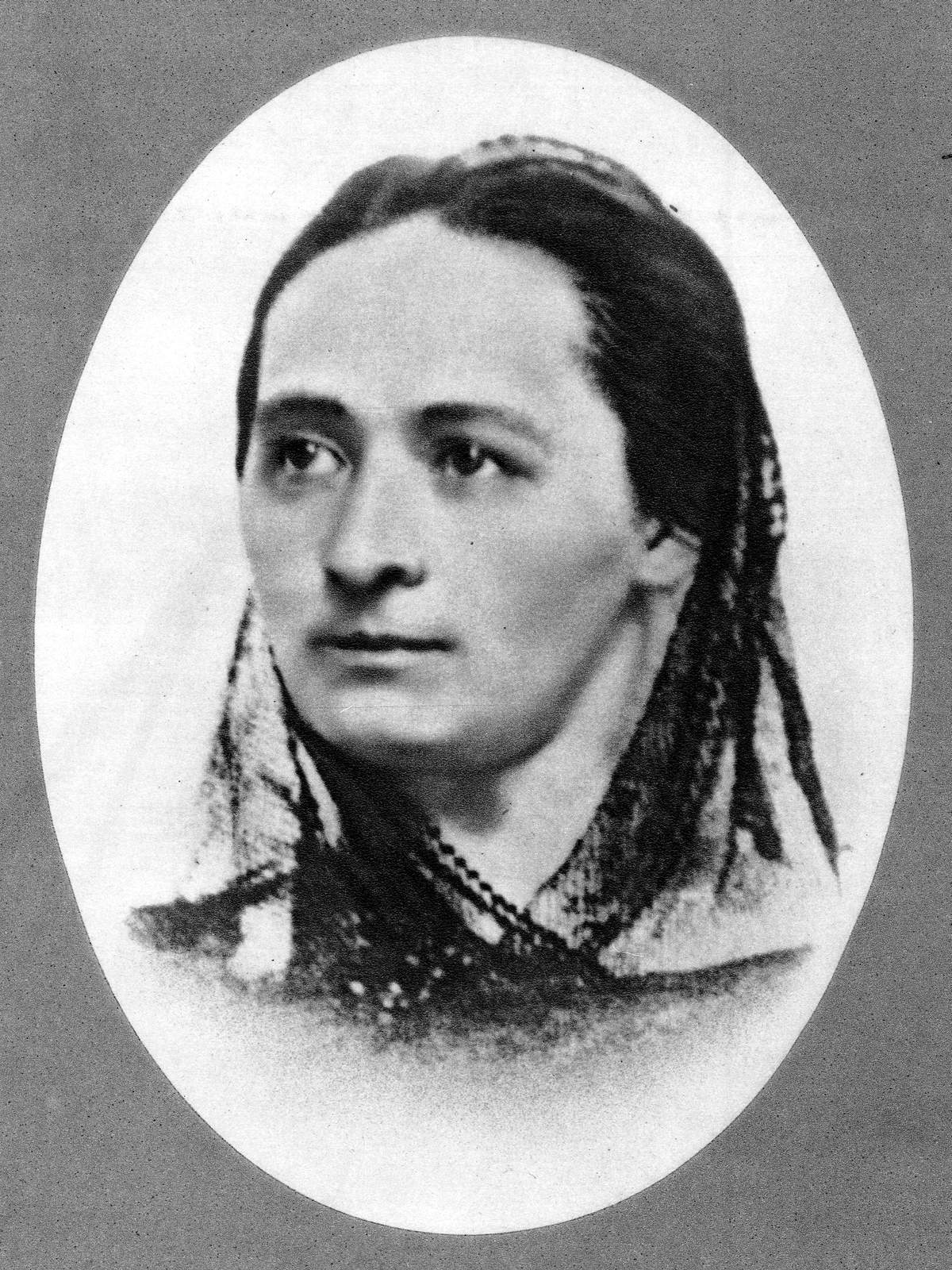
Božena Němcová (1820–1862)

- Němcová, Dana (1934–2023), tschechische Psychologin, Politikerin, Dissidentin, Charta 77-Unterzeichnerin
- Němcová, Jiřina (* 1937), tschechoslowakische Diskuswerferin, Hochspringerin und Kugelstoßerin
- Němcová, Kateřina (* 1990), tschechische Schachspielerin
- Němcová, Miroslava (* 1952), tschechische Politikerin (ODS), Mitglied des Abgeordnetenhauses
- Nemcová, Nikola (* 1991), slowakische Volleyballspielerin
- Němcová, Petra (* 1979), tschechisches Fotomodell
- Němcová, Tereza (* 1987), tschechische Radrennfahrerin
- Nemcsik, Zsolt (* 1977), ungarischer Fechter

### Neme
- Nemec, Adam (* 1985), slowakischer Fußballspieler
- Nemec, André (* 1972), US-amerikanischer Autor, Showrunner und Produzent
- Němec, Antonín (1858–1926), tschechischer Sozialdemokrat
- Nemec, Christina (* 1968), österreichische Musikerin, Performancekünstlerin, Labelbetreiberin
- Nemec, Corin (* 1971), US-amerikanischer SchauspielerCorin Nemec (* 1971)

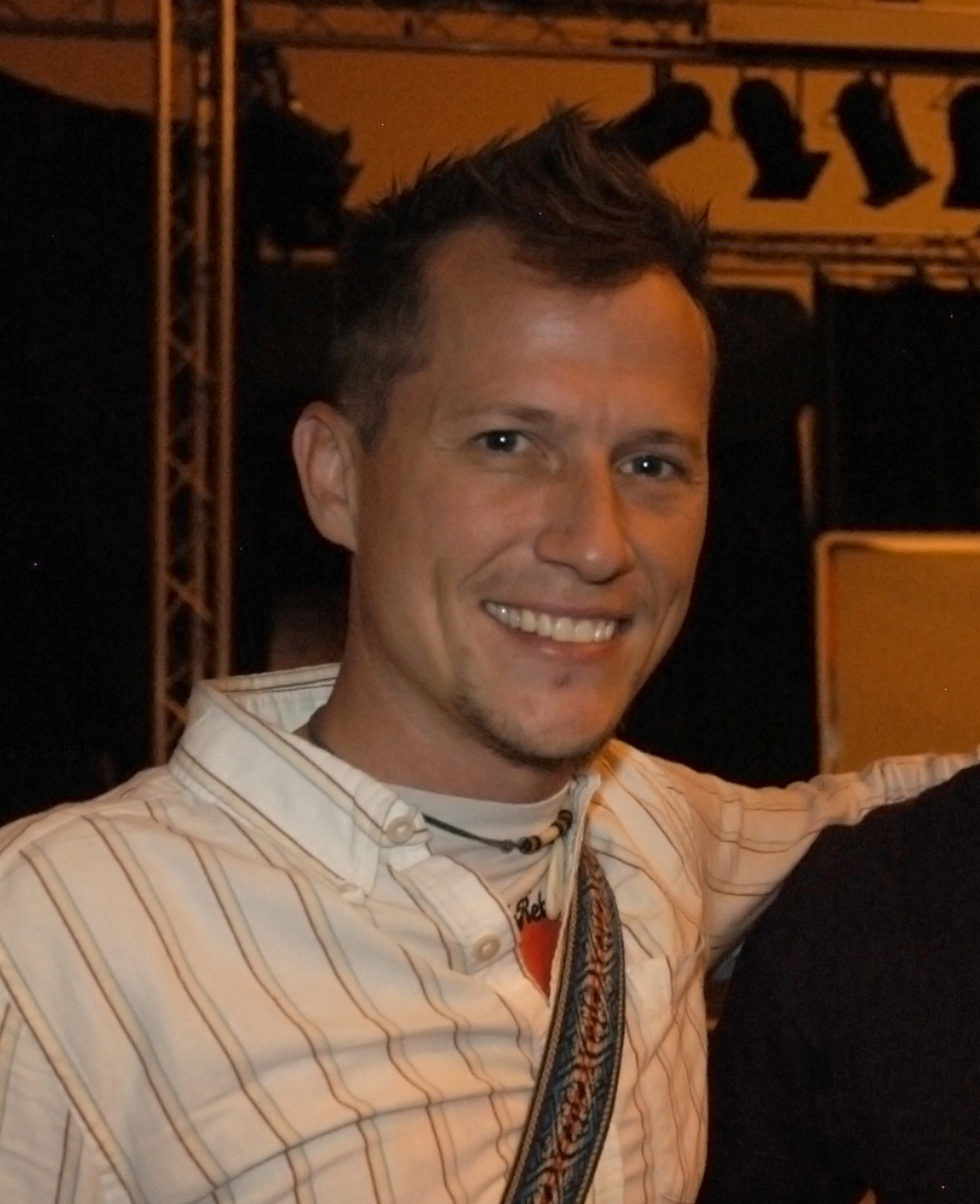
Corin Nemec (* 1971)

- Němec, František (* 1943), tschechischer Film-, Fernseh- und Theaterschauspieler
- Nemec, Günther (* 1921), deutscher Teleskopkonstrukteur
- Nemec, Horst (1939–1984), österreichischer Fußballspieler
- Nemec, Jakub (* 1992), slowakischer Fußballspieler
- Němec, Jan (1936–2016), tschechischer Filmemacher
- Němec, Jan (* 1976), tschechischer Grasskiläufer
- Němec, Jan (* 1981), tschechischer Schriftsteller
- Němec, Jaroslav (* 1978), tschechischer Künstler und Maler
- Němec, Jiří (* 1966), tschechoslowakischer bzw. tschechischer Fußballspieler und -trainer
- Němec, Josef (1933–2013), tschechoslowakischer Schwergewichtsboxer
- Nemec, Joseph III (* 1948), US-amerikanischer Filmarchitekt
- Nemec, Lisa Christina (* 1984), kroatische Langstreckenläuferin
- Nemec, Lisa-Carolin (* 1991), österreichische Schauspielerin
- Nemec, Matthias (* 1990), deutsch-tschechischer Eishockeytorwart und -trainer
- Němec, Michal (* 1980), tschechischer Skibergsteiger
- Nemec, Miroslav (* 1954), deutscher Schauspieler, Musiker und AutorMiroslav Nemec (* 1954)

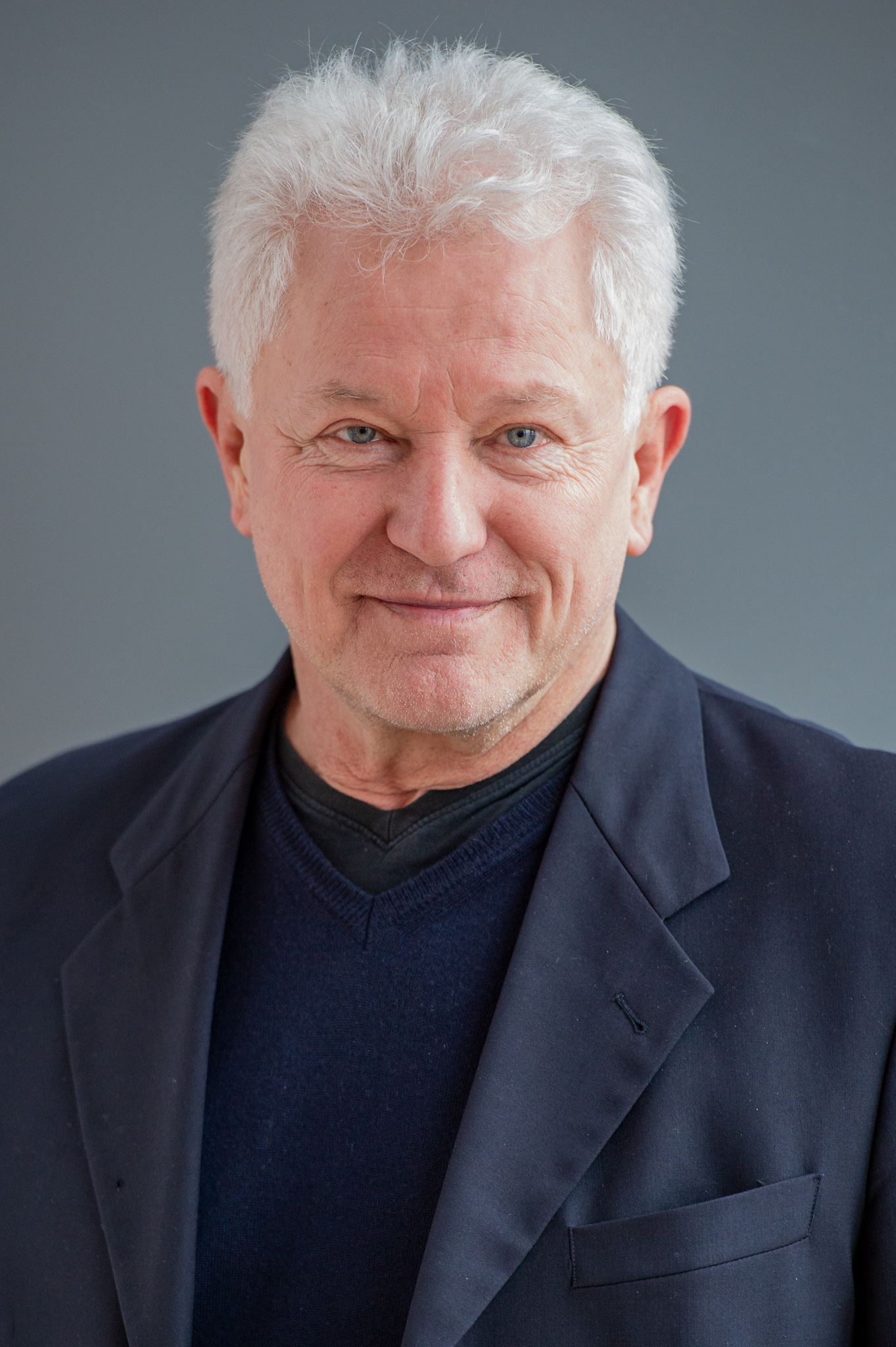
Miroslav Nemec (* 1954)

- Nemec, Norbert (* 1970), österreichischer Historiker
- Němec, Ondřej (* 1984), tschechischer Eishockeyspieler
- Nemec, Peter (* 1945), österreichischer Fernsehmoderator, Buchautor und Unternehmer
- Němec, Petr (* 1957), tschechischer Fußballspieler
- Nemec, Richard (* 1972), slowakischer Volleyballspieler
- Nemec, Šimon (* 2004), slowakischer Eishockeyspieler
- Němeček, Bohumil (1938–2010), tschechoslowakischer Boxer
- Němeček, Daniel (* 1991), tschechischer Sprinter
- Němeček, David (* 1995), tschechischer Eishockeyspieler
- Nemecek, Johann (1891–1949), österreichischer Alpinist und Sportfunktionär
- Němeček, Svatopluk (* 1972), tschechischer Politiker
- Němeček, Václav (* 1967), tschechischer Fußballspieler und Spielervermittler
- Němeček, Zdeněk (1894–1957), tschechischer Schriftsteller und Dramaturg
- Nemechek, Joe (* 1963), US-amerikanischer Rennfahrer
- Němečková, Lenka (* 1976), tschechische Tennisspielerin
- Německý, Josef (1900–1943), tschechoslowakischer Skilangläufer und Leichtathlet
- Německý, Otakar (1902–1967), tschechoslowakischer Skisportler
- Nemecz, Alexander (1905–1981), österreichischer Rechtsanwalt und Politiker (ÖVP), Abgeordneter zum Nationalrat
- Nemeczek, Alfred (1933–2016), deutscher Autor, Kunsthistoriker und Kunstjournalist
- Nemeczek, Karl (* 1950), deutscher Trompeter und Musikpädagoge
- Némedi, Csaba, ungarisch-österreichischer Opernregisseur und Musiktheaterwissenschaftler
- Nemeitz, Joachim Christoph (1679–1753), deutscher Jurist und Schriftsteller
- Němejc, Tomáš (* 2000), tschechischer Sprinter
- Němejcová-Pavúková, Viera (1937–1997), slowakische Prähistorikerin
- Nemelka, Klaus (* 1970), deutscher Journalist und PR-Berater
- Nemella, Joachim (1952–2021), österreichischer Soziologe und Sozialforscher
- Nemenow, Leonid Michailowitsch (1905–1980), sowjetischer Kernphysiker
- Nemenowa, Gerta Michailowna (1904–1986), russisch-sowjetische Malerin, Grafikerin und Illustratorin
- Neményi, Paul (1895–1952), ungarischer Bauingenieur
- Nemenz, Otto (* 1941), österreichischer Kameramann, Gründer eines Kameraverleihunternehmens
- Nemer, Mona (* 1957), kanadische Molekularbiologin
- Nemeravičius, Dovydas (* 1996), litauischer Ruderer
- Nemere, István (1944–2024), ungarischer Schriftsteller und Übersetzer
- Nemere, Zoltán (1942–2001), ungarischer Degenfechter
- Nemerov, Howard (1920–1991), US-amerikanischer Literaturdozent, Dichter und Pulitzer-Preisträger
- Nemes Jeles, László (* 1977), ungarischer Filmregisseur
- Nemes Nagy, Ágnes (1922–1991), ungarische Lyrikerin
- Nemes, Dezső (1908–1985), ungarischer kommunistischer Politiker
- Nemes, Endre (1909–1985), ungarisch-schwedischer Maler und Grafiker
- Nemeș, Iosif (* 1903), rumänischer Rugbyspieler
- Nemes, Marcell (1866–1930), ungarischer Unternehmer und Kunstsammler
- Nemes, Olga (* 1968), deutsche Tischtennisspielerin
- Nemes, Rita (* 1989), ungarische Siebenkämpferin
- Nemeš, Viktor (* 1993), serbischer Ringer
- Nemes-Nótás, Károly (1911–1982), ungarischer Radrennfahrer
- Nemescu, Cristian (1979–2006), rumänischer Filmregisseur
- Nemescu, Octavian (1940–2020), rumänischer Komponist
- Nemesházi, Margit (* 1943), ungarische Sprinterin
- Nemesian, lateinischer Dichter
- Nemésio, Vitorino (1901–1978), portugiesischer Schriftsteller
- Nemesios von Emesa, spätantiker Philosoph und Bischof von Emesa
- Nemesius von Alexandria, Legendärer Märtyrer unter Kaiser Decius
- Nemesius von Rom, legendarischer Märtyrer
- Német, Andreas (* 1973), deutscher Kinderbuchillustrator
- Nemet, Ivan (1943–2007), jugoslawisch-schweizerischer Schachgrossmeister
- Nemet, Klaus-Peter (* 1953), deutscher Fußballtrainer
- Német, László (* 1956), serbischer Ordensgeistlicher, römisch-katholischer Erzbischof von Belgrad und Kardinal
- Németh, Ákos (* 1964), ungarischer Schriftsteller, Dramatiker und Regisseur
- Németh, Alex (* 1998), ungarischer Handball- und Beachhandballspieler
- Németh, András, ungarischer Pokerspieler
- Németh, András (* 1991), ungarischer Badmintonspieler
- Németh, András (* 2002), ungarisch-südafrikanischer Fußballspieler
- Németh, Anett (* 1999), ungarische Volleyballspielerin
- Németh, Angéla (1946–2014), ungarische Leichtathletin und Olympiasiegerin
- Németh, Balázs (1931–2018), österreichischer evangelisch-reformierter Pfarrer
- Nemeth, Carl (1926–2002), österreichischer Opernintendant und Musikwissenschaftler
- Nemeth, David (* 2001), österreichischer FußballspielerDavid Nemeth (* 2001)

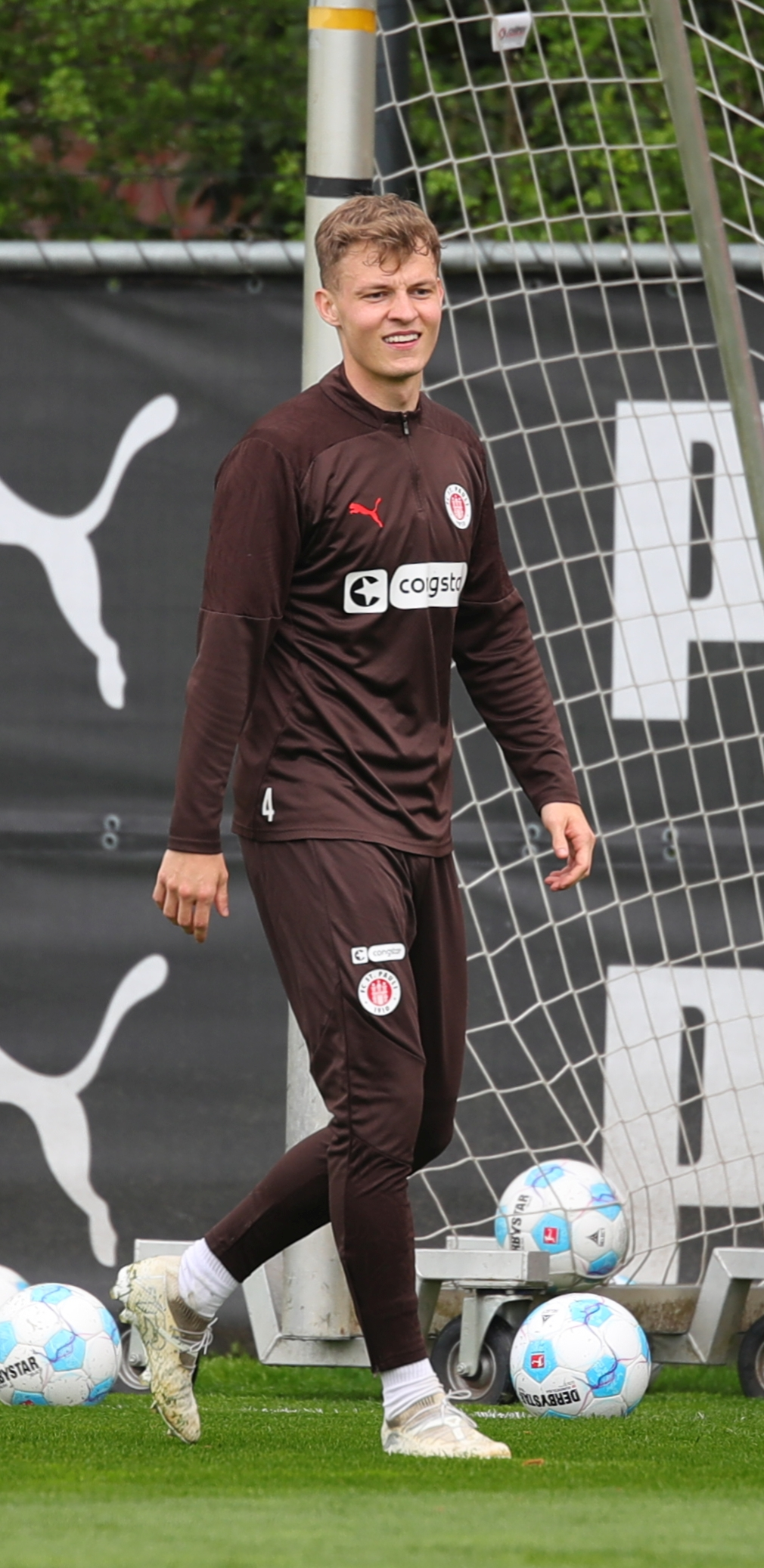
David Nemeth (* 2001)

- Németh, Diána (* 2004), ungarische Fußballspielerin
- Nemeth, Elisabeth (* 1951), österreichische Philosophin
- Németh, Erzsébet (* 1957), ungarische Badmintonspielerin
- Nemeth, Evi (* 1940), amerikanische Mathematikerin, Autorin der UNIX-Handbücher
- Németh, Ferenc (1894–1977), ungarischer Skilangläufer
- Németh, Ferenc (* 1936), ungarischer Olympiasieger im Modernen Fünfkampf
- Németh, Ferenc (* 1976), ungarischer Jazzmusiker (Schlagzeug, Komposition)
- Németh, Ferenc (* 1987), ungarischer Volleyballspieler
- Németh, Gábor (* 1956), ungarischer Autor
- Németh, Gábor (* 1967), ungarischer Badmintonspieler
- Nemeth, Gabriel (* 1957), deutscher Grafiker, Illustrator und Comiczeichner
- Németh, Gyula (1890–1976), ungarischer Linguist und Turkologe
- Németh, Gyula (1959–2023), ungarischer Hochspringer
- Németh, Hanna (* 1998), ungarische Fußballspielerin
- Németh, Helga (* 1973), ungarische Handballspielerin und -trainerin
- Németh, Imre (1917–1989), ungarischer Leichtathlet
- Németh, István (* 1958), deutscher Ballettmeister und Choreograf
- Németh, János (1906–1988), ungarischer Wasserballspieler
- Nemeth, Jasmin (* 1987), deutsche Fußballspielerin
- Németh, Jenő (* 1902), ungarischer Ringer
- Németh, John (* 1975), US-amerikanischer Blues- und Soul-Mundharmonikaspieler, Sänger und Songwriter
- Németh, Josef Georg (1831–1916), ungarischer katholischer Geistlicher und Weihbischof in Szeged-Csanád
- Németh, Károly (1922–2008), ungarischer kommunistischer Politiker, Mitglied des Parlaments
- Németh, Károly (* 1970), ungarischer Tischtennisspieler und -trainer
- Nemeth, Kornel (* 1983), deutsch-ungarischer Motocross-Rennfahrer
- Németh, Krisztián (* 1989), ungarischer Fußballspieler
- Németh, Lajos (1944–2014), ungarischer Fußballspieler und -schiedsrichter
- Németh, László (1901–1975), ungarischer Schriftsteller
- Németh, Loretta (* 1995), ungarische Fußballspielerin
- Németh, Mária (1897–1967), österreichisch-ungarische Opernsängerin (Sopran)
- Németh, Mátyás (* 2001), ungarischer Weitspringer
- Nemeth, Michael (* 1978), österreichischer Kulturmanager und Musikwissenschafter
- Németh, Miklós (* 1910), ungarischer Radrennfahrer
- Németh, Miklós (* 1946), ungarischer Leichtathlet und Olympiasieger
- Németh, Miklós (* 1948), ungarischer Ministerpräsident (1988–1990)Miklós Németh (* 1948)

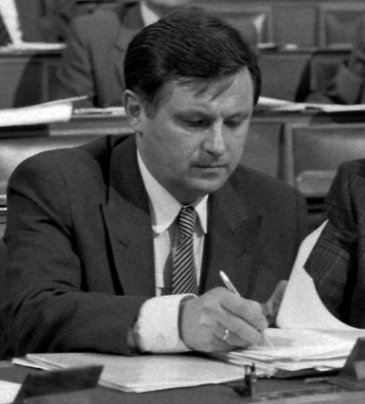
Miklós Németh (* 1948)

- Németh, Nándor (* 1999), ungarischer Schwimmer
- Nemeth, Nic (* 1980), US-amerikanischer WrestlerNic Nemeth (* 1980)

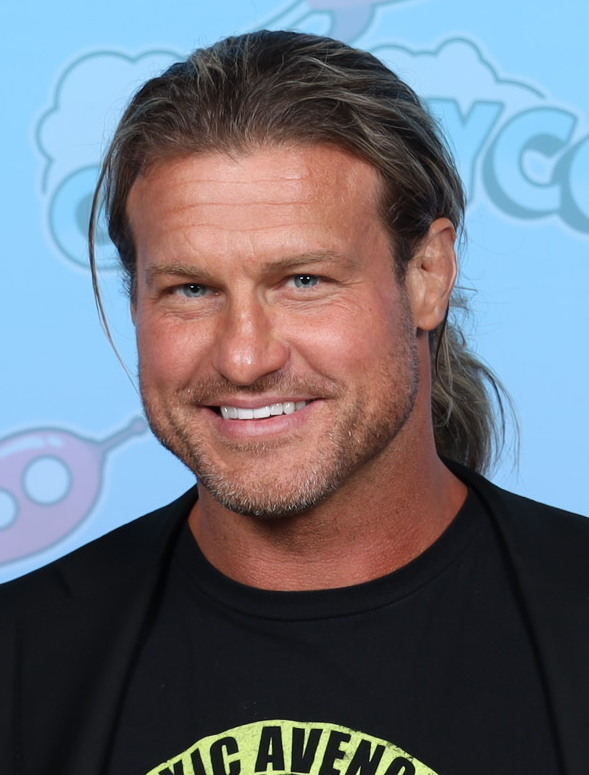
Nic Nemeth (* 1980)

- Nemeth, Norbert (* 1969), österreichischer Jurist und Politiker (FPÖ), Klubdirektor
- Nemeth, Patrik (* 1992), schwedischer Eishockeyspieler
- Nemeth, Paul (* 1965), deutscher Politiker (CDU), MdL
- Németh, Peter (* 1972), slowakischer Fußballspieler und -trainer
- Nemeth, Robert (1958–2015), österreichischer Mittel- und Langstreckenläufer
- Németh, Roland (* 1974), ungarischer Sprinter
- Németh, Szilárd (* 1964), ungarischer Politiker (Fidesz) und Parlamentsabgeordneter
- Németh, Szilárd (* 1977), slowakischer Fußballspieler
- Németh, Thomas Mark (* 1974), österreichischer Theologe
- Nemeth, Tibor (* 1961), österreichischer Komponist
- Németh, Virág (* 1985), ungarische Tennisspielerin
- Németh, Zsolt (* 1963), ungarischer Politiker (Fidesz), Mitglied des Parlaments, MdEP
- Németh, Zsolt (* 1971), ungarischer Hammerwerfer
- Németh, Zsuzsanna (* 1953), ungarische Bankmanagerin und Politikerin
- Németh-Šamorínsky, Štefan (1896–1975), slowakischer Komponist
- Némethy, Emil (1867–1943), ungarischer Luftfahrtpionier
- Némethy, Joseph von (1819–1890), österreichischer Offizier
- Németi, József (1923–1991), ungarischer Generalmajor, stellvertretender Innenminister und Botschafter in der Volksrepublik Polen
- Nemetschek, Bernd (* 1961), deutscher Fußballspieler
- Nemetschek, Georg (* 1934), deutscher Bauingenieur, Bausoftware-Pionier
- Nemetschke, Rudolf (1902–1980), österreichischer Industrieller und Sportfunktionär
- Nemetz, Andreas (1799–1846), mährischer Posaunist, Militärkapellmeister und Komponist
- Nemetz, Franz (1899–1960), sudetendeutscher Politiker
- Nemetz, Karoline (* 1958), schwedische Mittel- und Langstreckenläuferin
- Nemetz, Kurt (1926–2008), österreichischer Radrennfahrer
- Nemetz, Max (1884–1971), deutscher Schauspieler
- Nemetz, Reinhard (* 1951), deutscher Jurist und Staatsanwalt
- Nemeyer, Jens (* 1963), deutscher Marineoffizier und Konteradmiral der Deutschen Marine

### Nemh
- Nemhauser, George (* 1937), US-amerikanischer Mathematiker

### Nemi
- Nemi, Orsola (1903–1985), italienische Schriftstellerin
- Nemiah, John C. (1918–2009), US-amerikanischer Psychiater und Psychoanalytiker
- Nemilow, Sergei Wladimirowitsch (* 1939), russischer Chemiker, Physikochemiker und Hochschullehrer
- Nemilow, Wladimir Alexandrowitsch (1891–1950), russischer Chemiker, Metallurg und Hochschullehrer
- Nemir, Edgar (1910–1969), US-amerikanischer Ringer
- Nemir, Kawa (* 1974), kurdischer Schriftsteller und Übersetzer
- Nemiro, Ralfs (* 1981), lettischer Politiker und Jurist
- Nemiroff, Isaac (1912–1977), US-amerikanischer Komponist, Musikpädagoge und -wissenschaftler
- Nemirova, Vera (* 1972), bulgarisch-deutsche Opernregisseurin
- Nemirovski, Arkadi (* 1947), israelisch-amerikanischer Mathematiker
- Nemirovsky, David (* 1976), russisch-kanadischer Eishockeyspieler und -trainer
- Némirovsky, Irène (1903–1942), französischsprachige SchriftstellerinIrène Némirovsky (1903–1942)

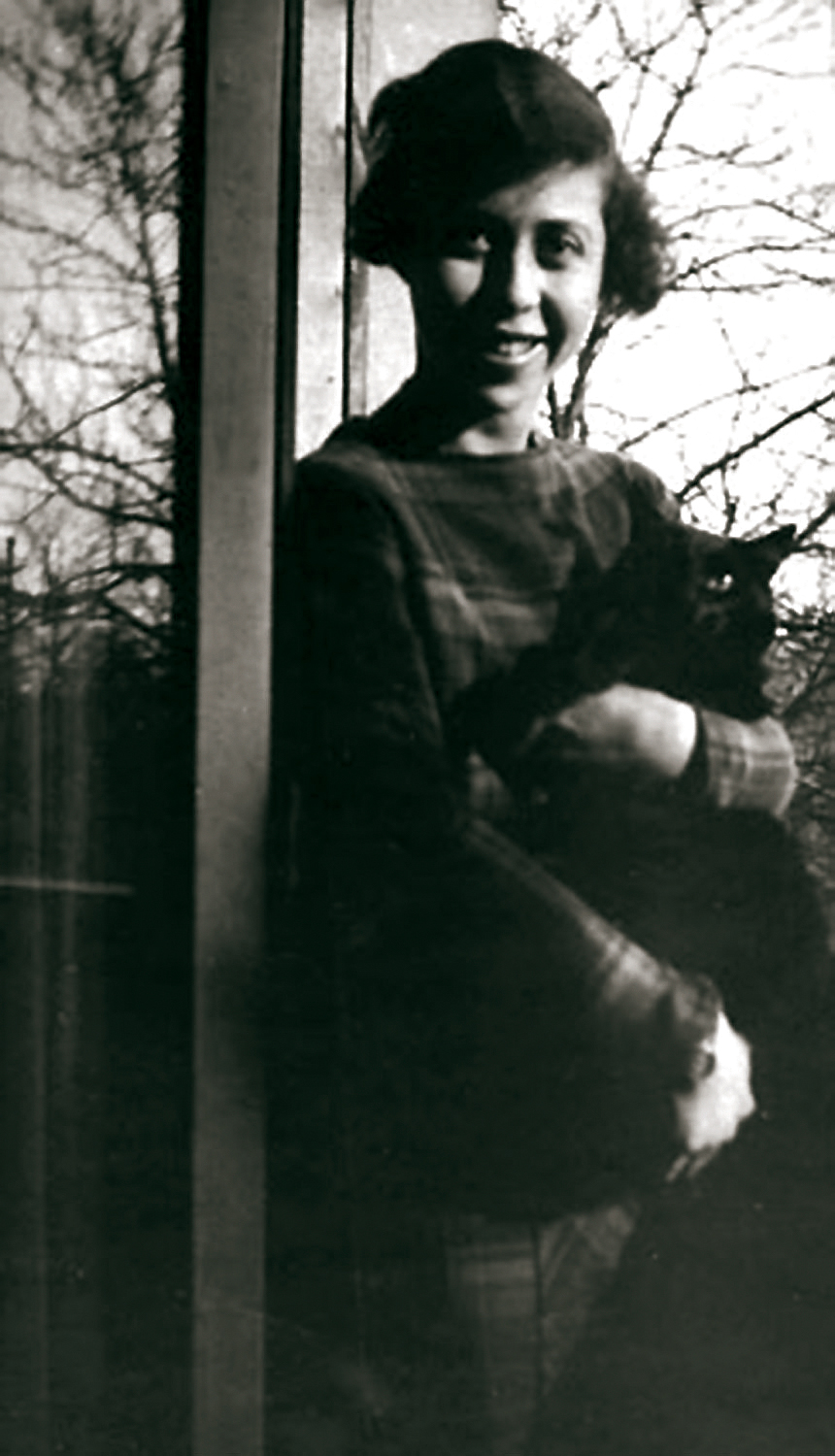
Irène Némirovsky (1903–1942)

- Nemirovsky, Mikhail (* 1974), deutsch-ukrainischer Eishockeyspieler
- Nemirowitsch-Dantschenko, Wladimir Iwanowitsch (1858–1943), russischer Dramaturg und Theaterregisseur
- Nemirowski, Stefan Jurjewitsch (* 1973), russischer Mathematiker
- Nemisz, Greg (* 1990), kanadischer Eishockeyspieler und -trainer
- Nemitz, Anna (1873–1962), deutsche Politikerin (SPD), MdR, MdA
- Nemitz, Barbara (* 1948), deutsche Malerin
- Nemitz, Carsten (* 1963), deutscher Fußballspieler
- Nemitz, Dieter (* 1936), deutscher Gebrauchsgrafiker
- Nemitz, Ferdinand (1805–1886), deutscher Jurist, Mitglied der Frankfurter Nationalversammlung
- Nemitz, Fritz (1892–1968), deutscher Kunsthistoriker
- Nemitz, Kurt (1925–2015), deutscher Volkswirt, Bremer Senatsdirektor und Präsident der Bremer Landeszentralbank
- Nemitz, Max (1888–1970), deutscher Lehrer, Schriftsteller und Heimatforscher
- Nemitz, Otto (1935–2012), deutscher Maler
- Nemitz, Rolf (* 1948), deutscher Literatur- und Sprachwissenschaftler, Philosoph, Pädagoge und Hochschullehrer
- Nemitz, Sarah (* 1964), deutsche Theater- und Drehbuchautorin und Schauspielerin
- Nemius, Gaspard (1587–1667), römisch-katholischer Theologe, Bischof und Hochschullehrer

### Nemj
- Nemjonow, Michail Isajewitsch (1880–1950), belarussisch-sowjetischer Chirurg, Radiologe und Hochschullehrer

### Neml
- Nemli, Aydemir (1929–2003), türkischer Fußballspieler und -trainer

### Nemm
- Nemme, Otomārs (1891–1947), lettischer Maler, Zeichner und Karikaturist
- Nemmers, Larry (* 1943), US-amerikanischer Schiedsrichter im American Football

### Nemn
- Nemnich, Philipp Andreas (1764–1822), deutscher Lexikograf, Publizist und Jurist

### Nemo
- Nemo (1947–2021), französischer Graffiti- und Schablonenkünstler
- Nemo (* 1999), Schweizer Person in der MusikbrancheNemo (* 1999)

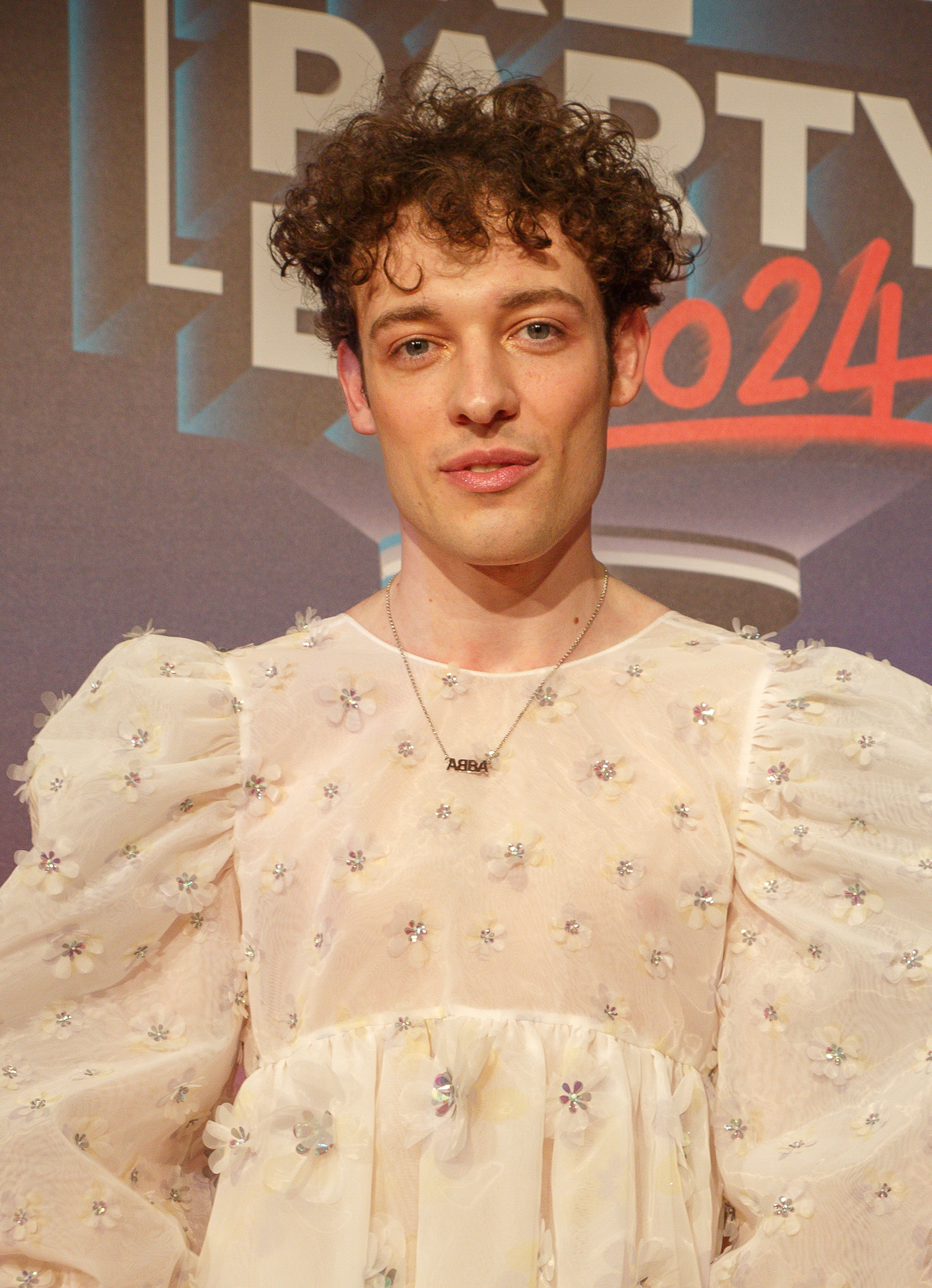
Nemo (* 1999)

- Nemo, Philippe (* 1949), französischer Philosoph
- Nemoljajew, Kirill Wsewolodowitsch (* 1969), russischer Tänzer
- Nemoljajew, Konstantin Wiktorowitsch (1905–1965), sowjetischer Schauspieler
- Nemolodyschew, Sergei Alexandrowitsch (* 1985), russischer Eishockeyspieler
- Nemorin, Jacqueline, britische Sängerin, Songwriterin und Komponistin sowie auch Musikproduzentin
- NemoS, italienischer Straßenkünstler
- Nemoto, Nami (* 1975), japanische Eisschnellläuferin
- Nemoto, Ryō (* 2000), japanischer Fußballspieler
- Nemoto, Ryōsuke (* 1980), japanischer Fußballspieler
- Nemoto, Takumi (* 1951), japanischer Politiker
- Nemoto, Yūichi (* 1981), japanischer Fußballspieler
- Nemouchi, Younes (* 1993), algerischer Boxer und Olympiateilnehmer
- Nemour, Kaylia (* 2006), algerisch-französische TurnerinKaylia Nemour (* 2006)

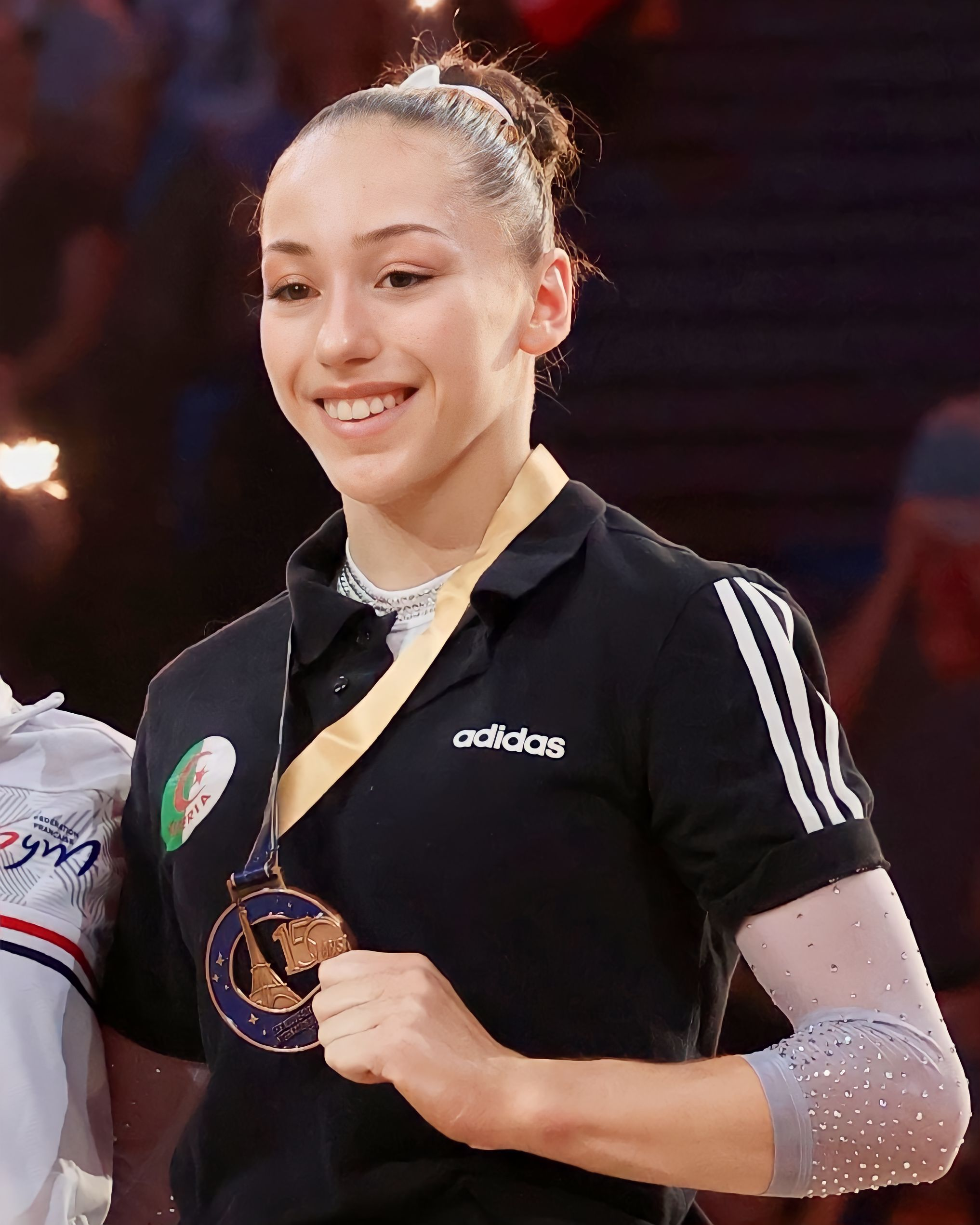
Kaylia Nemour (* 2006)

- Nemours, Aurélie (1910–2005), französische Malerin
- Nemours, Marie de (1625–1707), Fürstin von Neuenburg
- Nemow, Alexei Jurjewitsch (* 1976), russischer Kunstturner

### Nemp
- Nempon, Jules (1890–1974), französischer Radrennfahrer

### Nemr
- Nemra, Casten (* 1971), marshallischer Politiker, Präsident der Marshallinseln
- Nemra, Haley (* 1989), US-amerikanische Leichtathletin der Marshallinseln
- Nemrow, Clayton (* 1965), US-amerikanischer Schauspieler und Musicaldarsteller

### Nems
- Nemsadze, Oto (* 1989), georgischer Sänger
- Nemschak, Franz (1907–1992), österreichischer Wirtschaftswissenschaftler
- Nemseva, Nina (1926–2021), sowjetisch-usbekische Architekturhistorikerin
- Nemšić, Boris (* 1957), bosnisch-österreichischer Manager
- Nemšovský, Petr (1943–2020), tschechoslowakischer Dreispringer

### Nemt
- Nemtiemsaef II., altägyptischer König der 6. Dynastie (um 2180 v. Chr.)
- Nemtin, Alexander Pawlowitsch (1936–1999), russischer Komponist
- Nemțoc, Cornel (* 1974), rumänischer Ruderer
- Nemtschaninow, Andrij (* 1966), ukrainischer Kugelstoßer
- Nemtschen, Jelena (* 1995), kasachische Tennisspielerin
- Nemtschenko, Anatoli Igorewitsch (* 2000), russischer Fußballspieler
- Nemtschinow, Sergei Lwowitsch (* 1964), russischer Eishockeyspieler und -trainer
- Nemtschinow, Wassili Sergejewitsch (1894–1964), russischer Ökonom, Statistiker und Hochschullehrer
- Nemtsov, Jascha (* 1963), russischer Pianist und Musikwissenschaftler
- Nemtsov, Sarah (* 1980), deutsche Komponistin
- Nemtsova, Stephanie (* 1998), US-amerikanische Tennisspielerin

### Nemy
- Nemytow, Jewgeni (1930–1982), sowjetischer Radrennfahrer
- Nemyzki, Wiktor Wladimirowitsch (1900–1967), russischer Mathematiker

### Nemz
- Nemzew, Wladimir Wladimirowitsch (* 1971), russischer Politiker
- Nemzo, Lisa (* 1952), US-amerikanische Rockmusikerin und Sängerin
- Nemzow, Boris Jefimowitsch (1959–2015), russischer PolitikerBoris Jefimowitsch Nemzow (1959–2015)

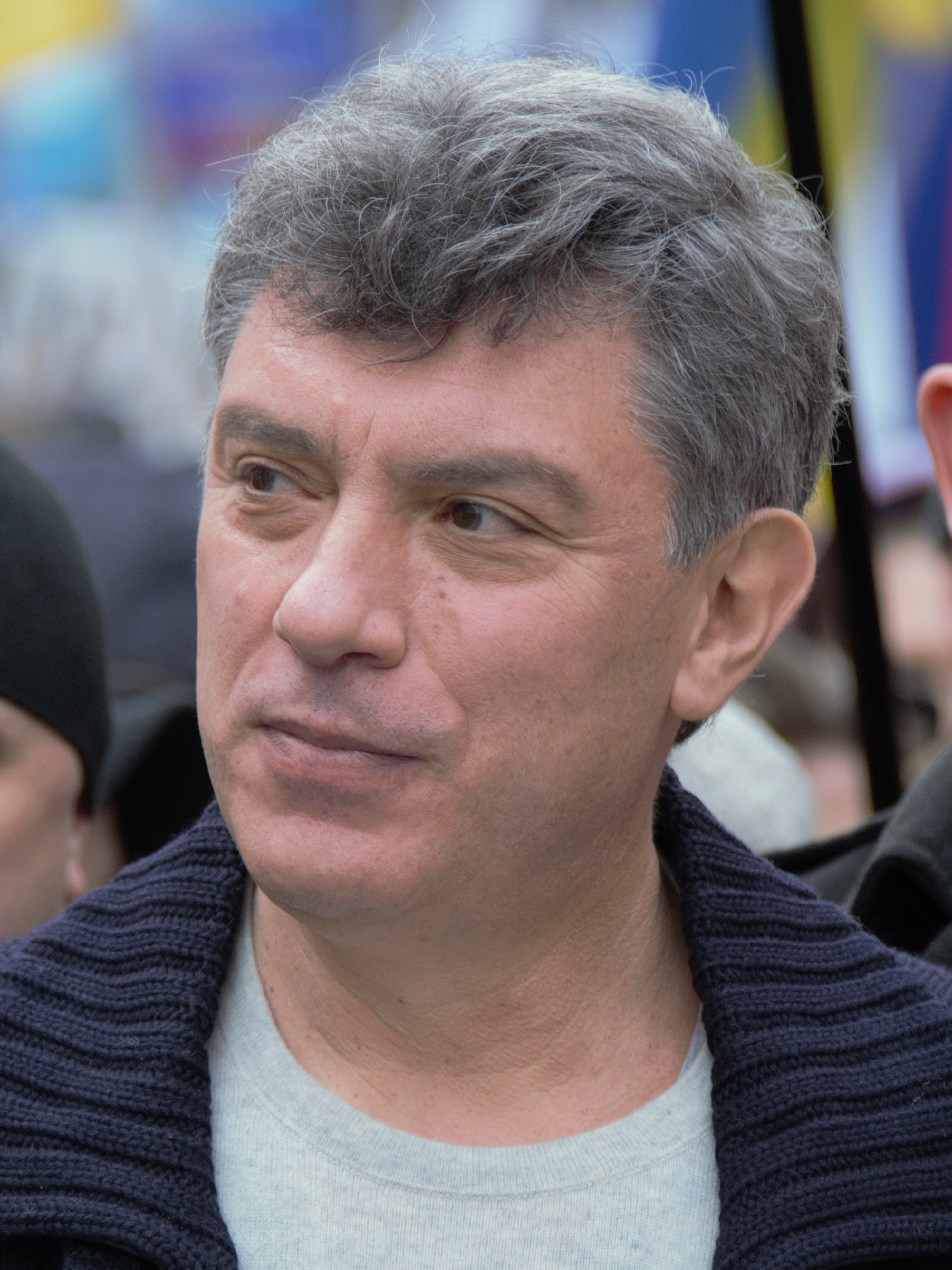
Boris Jefimowitsch Nemzow (1959–2015)

- Nemzow, Iwan (1665–1747), russischer Schiffbauer
- Nemzowa, Schanna Borissowna (* 1984), russische Journalistin und Moderatorin
- Nemzzz, britischer Rapper